# Inversione di Walden

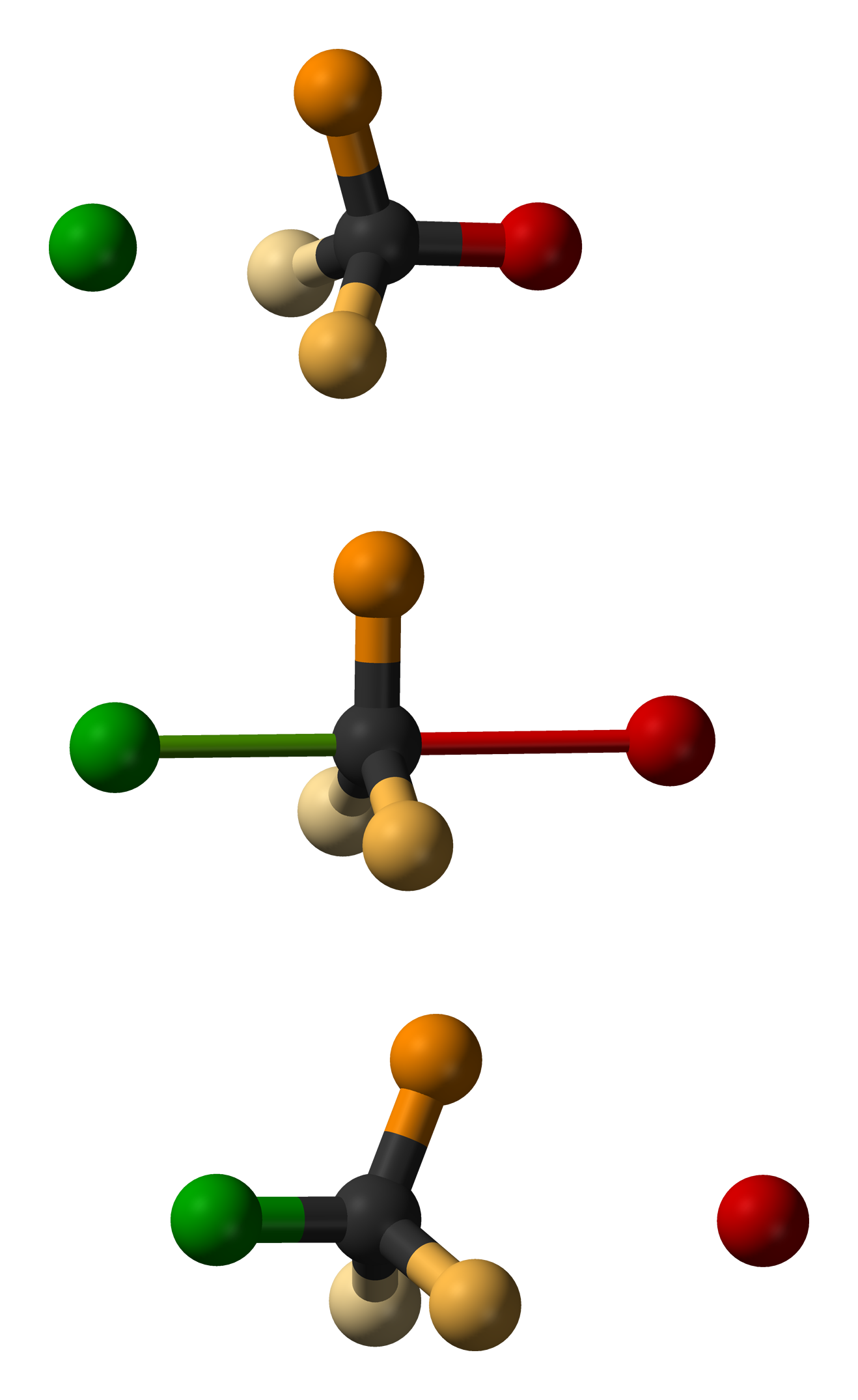
Le tre fasi di una S_{N}2. Il nucleofilo è in verde, il gruppo uscente è rosso e gli altri gruppi funzionali sono arancioni.

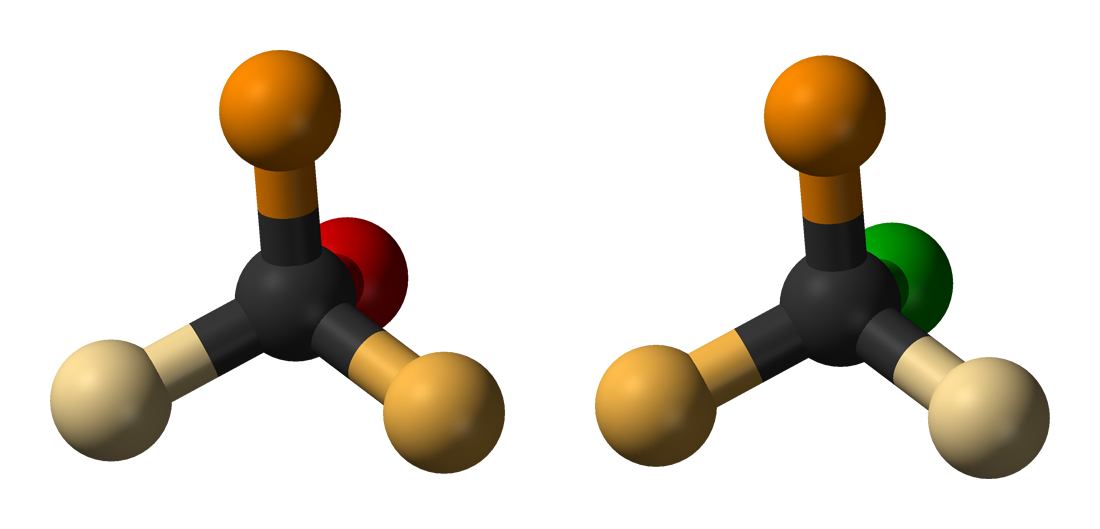
Risultato dell'inversione di Walden

In chimica organica, si definisce inversione di Walden l'inversione di un centro chirale in una molecola di un reagente chimico. Dal momento che una singola molecola può formare due enantiomeri intorno ad un centro chirale, l'inversione di Walden converte la configurazione della molecola da una forma enantiomerica all'altra. Per avere una simile trasformazione stereochimica è necessario che si rompano e si riformino i legami allo stereocentro. Per esempio, in una reazione di tipo SN2, questo fenomeno avviene all'atomo di carbonio tetraedrico e si può immaginare, metaforicamente, come un ombrello che si apre e si capovolge.
Se la specie che subisce l'inversione ha gli stessi gruppi che aveva anche prima dell'inversione, il prodotto finale è l'enantiomero opposto di quello iniziale. Nel caso in cui i gruppi siano opposti, si ha un'inversione quando il punto di attacco del nuovo gruppo sullo stereocentro è dalla parte opposta rispetto a quella in cui si trovava il gruppo uscente.
Una simile inversione fu osservata per la prima volta dal chimico Paul Walden, da cui prende il nome, nel 1896. Egli fu in grado di convertire un enantiomero di un composto chimico in un altro enantiomero e viceversa, innescando il ciclo di Walden che segue un percorso come in figura seguente.
In questa reazione l'ossido di argento nel primo stadio agisce da donatore di idrossido e l'argento non gioca un ruolo vero e proprio. Gli intermedi sono il dianione carbossile A che dà una sostituzione nucleofila intramolecolare con un anello β-lattonico a 4 termini. L'altro gruppo carbossile è altrettanto reattivo, solo che alcuni esperimenti dimostrano che lo stato di transizione della formazione dell'α-lattone a 3 membri è molto alto.
In questo argomento si laureò Primo Levi nel 1941.